# Euphorbia kudrjaschevii
Euphorbia kudrjaschevii là một loài thực vật có hoa trong họ Đại kích. Loài này được (Pazij) Prokh. mô tả khoa học đầu tiên năm 1949.